# Кура-Араксинська низовина
41°10′00″ пн. ш. 45°50′00″ сх. д. / 41.16666667° пн. ш. 45.83333333° сх. д.

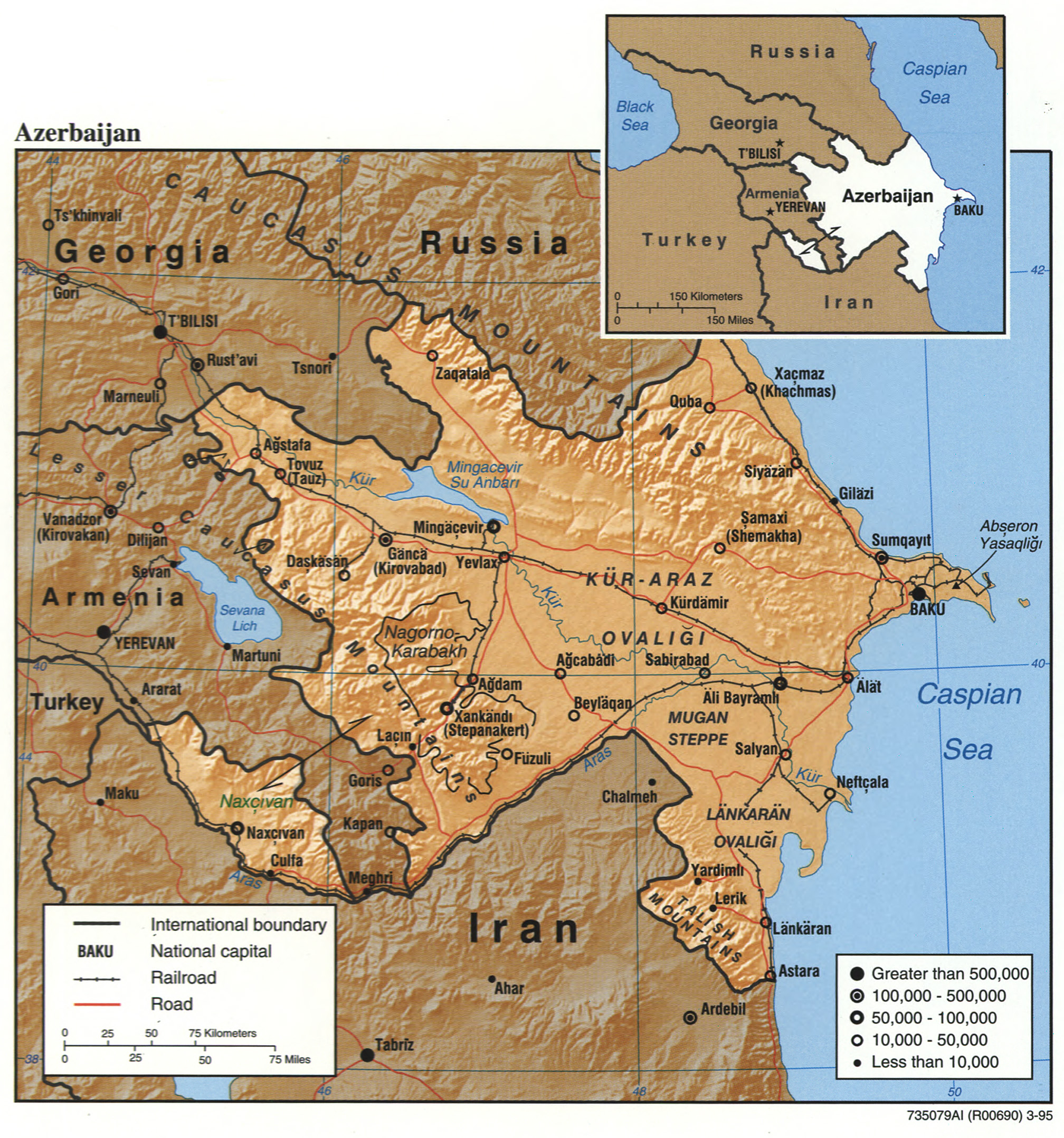
Кура-Араксинська низовина на мапі Азербайджану

Кура-Араксинська низовина, Куранська западина — низовина на сході Закавказзя в Азербайджані. Розташована по нижній течії рр. Кури і Араксу між Великим Кавказом і Малим Кавказом, на сході омивається Каспійським морем. 
- Довжина 250 км,
- Ширина 150 км.

Алювіально-акумулятивна рівнина з висоти менше 200 м в центральних і східних частинах нижче за рівень океану; рельєф ускладнений конусами винесення річок, також пасмами, пониженнями ("чалі"), пагорбами з грязьовими вулканами. У фундаменті - Нижньокуранський синклінорій. Антропогенові морські осідання приховані алювіальними і делювіальними глинами, суглинками, пісками, галечниками. Багата нафтою. 
Клімат теплий, сухий, з жарким літом. Середня температура липня 25-28°С, січня 1,3-3,6°С. Опадів близько 200-400 мм. Суцільний і стійкий сніжний покрив відсутній. Ґрунтові води засолені. Переважають напівпустельні ландшафти сухих субтропіків. На сіроземних і сіро-коричневих, часто засолених ґрунтах полинові і полинно-солянкові асоціації, на темних сіро-коричневих ґрунтах - злаково-полинові, бородачеві асоціації. На сході - солончаки і болота. По заплавах річок - верби, тополя, карагач. 
Посіви бавовнику, сади, виноградники, зимові пасовища.